# Synagogenbezirk Rössing
Der Synagogenbezirk Rössing mit Sitz in Rössing, einem Ortsteil der Gemeinde Nordstemmen im Landkreis Hildesheim in Nordrhein-Westfalen, war ein Synagogenbezirk, der nach dem Preußischen Judengesetz von 1847 geschaffen wurde.
Dem Synagogenbezirk gehörten neben der jüdischen Gemeinde Rössing auch die Juden in Schulenburg an.